# Georgia Brescia
Georgia Brescia (ur. 8 lutego 1996) – włoska tenisistka.

## Kariera tenisowa
Dotychczas zwyciężyła w dziewięciu singlowych i pięciu deblowych turniejach rangi ITF. 23 października 2017 roku zajmowała najwyższe miejsce w rankingu singlowym WTA Tour – 184. pozycję, natomiast 23 października 2017 osiągnęła najwyższą pozycję w rankingu deblowym – 293. miejsce.

## Wygrane turnieje rangi ITF
| turnieje z pulą nagród 100 000 $ |
| turnieje z pulą nagród 75 000 $  |
| turnieje z pulą nagród 50 000 $  |
| turnieje z pulą nagród 25 000 $  |
| turnieje z pulą nagród 15 000 $  |
| turnieje z pulą nagród 10 000 $  |

### Gra pojedyncza
|    | Data       | Turniej        | ($)    | Naw.   | Finalistka             | Wynik            |
| 1. | 28/09/2014 | Pula           | 10 000 | ziemna | Alexandra Nancarrow    | 6:3, 6:3         |
| 2. | 15/04/2015 | Pula           | 10 000 | ziemna | Alice Balducci         | 6:3, 3:6, 6:4    |
| 3. | 29/08/2015 | Caslano        | 10 000 | ziemna | Eva Wacanno            | 6:4, 6:1         |
| 4. | 06/09/2015 | Duino-Aurisina | 10 000 | ziemna | Vanda Lukacs           | 3:6, 7:6(4), 6:1 |
| 5. | 13/12/2015 | Urtijëi        | 10 000 | ziemna | Kathinka von Deichmann | 6:4, 4:6, 6:3    |
| 6. | 21/08/2016 | Oldenzaal      | 10 000 | ziemna | Chiara Scholl          | 6:2, 3:6, 6:4    |
| 7. | 27/08/2016 | Caslano        | 10 000 | ziemna | Cristiana Ferrando     | 6:4, 3:1 krecz   |
| 8. | 16/04/2017 | Pula           | 25 000 | ziemna | Bernarda Pera          | 6:1, 6:2         |
| 9. | 25/06/2017 | Lenzerheide    | 25 000 | ziemna | Simona Waltert         | 0:6, 6:4, 7:6(1) |